# Kozma József (politikus)
Kozma József László (Túrkeve, 1959. december 6. –) magyar matematikus, főiskolai docens, politikus, 2002 és 2006 között Szeged alpolgármestere, 2002-től 2010-ig országgyűlési képviselő (MSZP).

## Élete
Kozma József 1959-ben született Túrkevén, négygyermekes családban. Szülei tanárként dolgoztak, anyai ágon régi szegedi családból származik. Általános iskolai és középiskolai tanulmányait Szegeden végezte, a JATE Ságvári Endre Gyakorló Gimnáziumában érettségizett 1978-ban. Tizenegy hónapos sorkatonai szolgálata után a JATE TTK matematika-fizika szakos hallgatója lett, 1984-ben szerzett középiskolai tanári diplomát. 1986-tól a SZTE TTK geometria tanszékének munkatársa, előbb tudományos segédmunkatárs, majd tanársegéd, később egyetemi adjunktus volt, majd főiskolai docens lett. 1989-ben egyetemi doktori címet, majd 2021-ben PhD fokozatot szerzett.
Az 1970-es évek közepétől vett részt a közéletben, különböző tisztségeket töltött be a KISZ-ben, három évig volt a JATE KISZ-titkára. 1977-ben lépett be az MSZMP-be, majd az MSZP-hez csatlakozott annak megalakulásakor. A párt szegedi alapszervezetének előbb titkára, később elnökségi tagja, alelnöke, majd elnöke lett. Az 1994-es önkormányzati választáson került be először a szegedi közgyűlésbe önkormányzati képviselőként, és 1996-ban az MSZP frakcióvezetője lett. 2002 és 2006 között Szeged alpolgármestere volt Botka László polgármester mellett.
A 2002-es és a 2006-os országgyűlési választásokon az MSZP Csongrád megyei területi listájáról szerzett mandátumot, az Országgyűlésben a külügyi bizottság alelnöke, az oktatási és tudományos bizottság tagja és az európai integrációs albizottság elnöke volt. A 2010-es országgyűlési választáson nem jutott a parlamentbe. Az Országgyűlésből kikerülve Szeged önkormányzati képviselőjeként, a közgyűlési MSZP-frakció vezetőjeként, a párt szegedi elnökeként és a Baloldali Önkormányzati Közösség ügyvezető alelnökeként politizál tovább.